# Imagine (film 2012)
Imagine – dramat filmowy z 2012 w reżyserii i według scenariusza Andrzeja Jakimowskiego, koprodukcja francusko-polsko-portugalsko-brytyjska. Akcja filmu koncentruje się na postaci niewidomego nauczyciela w lizbońskiej klinice dla ociemniałych, który niekonwencjonalnymi metodami próbuje przełamać strach wychowanków przed przekroczeniem murów kliniki.
Imagine podzielił krytyków. Choć wielokrotnie jako zaletę filmu wskazywano montaż, udźwiękowienie oraz muzykę, część krytyków uznała przesłanie filmu za nieprzekonujące. Film jednak wielokrotnie nagradzano; Imagine otrzymał między innymi nagrodę za reżyserię na Warszawskim Festiwalu Filmowym, Grand Prix Lubuskiego Lata Filmowego oraz nagrodę za dźwięk na Festiwalu Polskich Filmów Fabularnych (dla Jacka Hameli i Guillaume’a Le Braza).

## Opis fabuły
Niewidomy Ian (Edward Hogg) przyjeżdża do renomowanej kliniki dla ociemniałych w Lizbonie, żeby uczyć jej pacjentów orientacji przestrzennej. Szybko zdobywa zaufanie swoich podopiecznych – dzieci i młodych ludzi z różnych zakątków świata. Ich zajęcia odbywają się pod okiem Ewy (Alexandra Maria Lara) – dziewczyny, która po utracie wzroku nie wychodzi z pokoju i z nikim nie rozmawia. Niespodziewanie samotniczka staje się najpilniejszą uczennicą Iana, której pomaga on w tajemnicy przed dyrekcją przekroczyć mury kliniki i wybrać się do baru. Nietypowe metody terapeuty nie podobają się jednak dyrektorowi kliniki, który obawia się o bezpieczeństwo pacjentów, a nauczyciela uważa za szarlatana. Okazuje się, że mimo iż Ian faktycznie jest niewidomy, posługuje się czujnikiem ultradźwiękowym. Zostaje zwolniony z kliniki, a zarazem traci szacunek ze strony dawnych podopiecznych, nawet Ewy. Ona sama decyduje się jednak – pod wpływem nauk Iana – dobrowolnie uciec z kliniki i na własną rękę dotrzeć do pobliskiej restauracji. Tam spotyka Iana, lecz oboje nie wiedzą, co sobie powiedzieć.

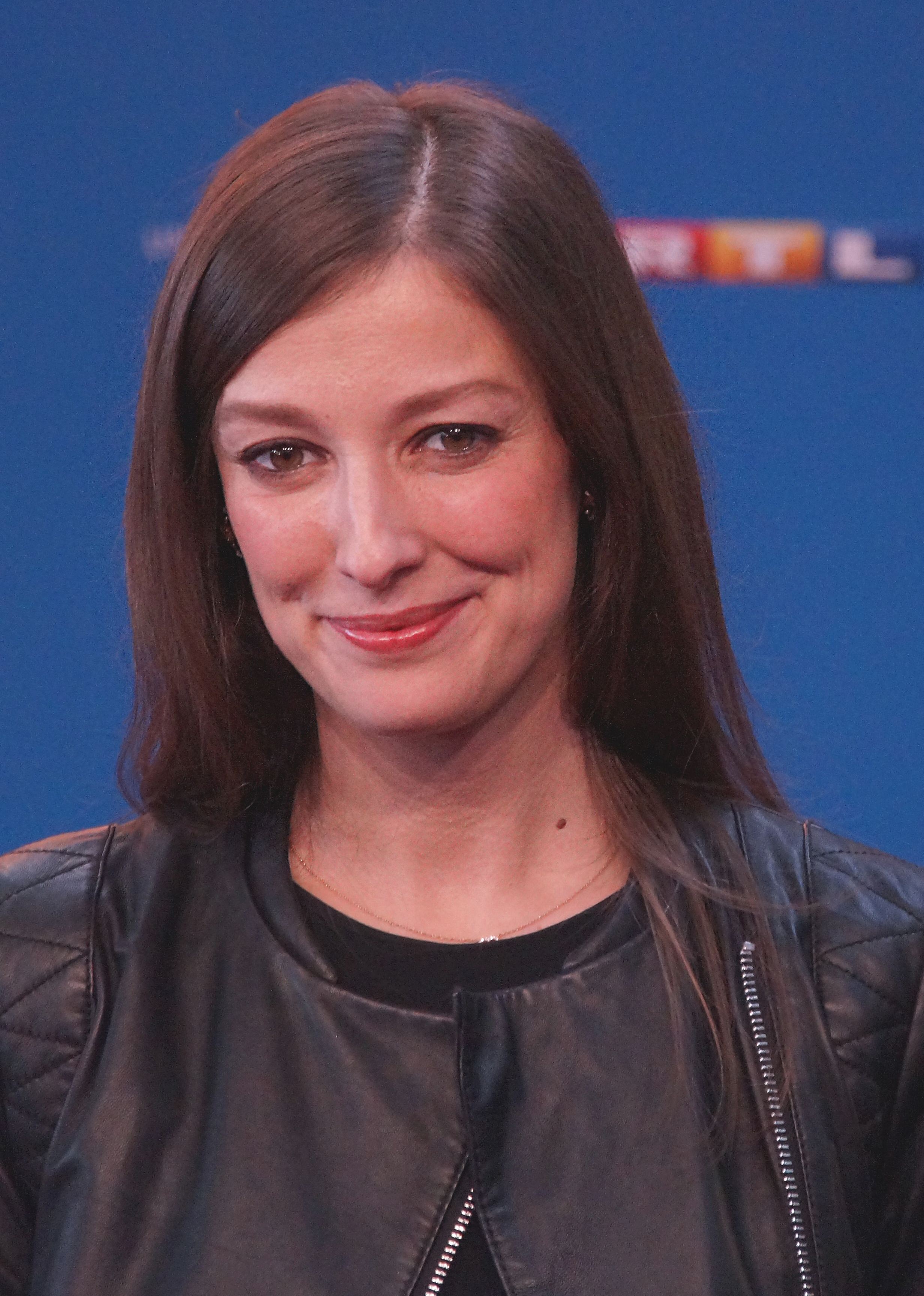
Alexandra Maria Lara, odtwórczyni roli Ewy (2016)

## Obsada
Źródło: Internetowa Baza Filmu Polskiego
- Alexandra Maria Lara jako Eva
- Edward Hogg jako Ian
- David Atrakchi jako podróżnik
- Teresa Madruga jako siostra Maria
- Luís Lucas jako chirurg
- João Vaz jako José
- Melchior Derouet jako Serrano

## Produkcja
Andrzej Jakimowski, reżyser i scenarzysta filmu, zainspirował się „informacją o niewidomym muzyku, który na scenie poruszał się dzięki odgłosom własnych kroków”; tak powstała postać Iana – niewidomego używającego metody echolokacji. Już po napisaniu scenariusza Jakimowski dotarł do artykułu o Benie Underwoodzie, który faktycznie używał tej metody. Zebrawszy dokumentację, Jakimowski dotarł do grupy polskich echolokatorów. Jeszcze w Polsce Jakimowski poznał niewidomego i echolokującego Hiszpana, Alejandro Navasa.
Ponieważ poprzedni film Jakimowskiego pod tytułem Sztuczki (2007) natrafił na barierę językową pomimo międzynarodowej dystrybucji, Jakimowski zdecydował się użyć angielskich dialogów i dobrać międzynarodową obsadę. Edward Hogg otrzymał rolę Iana, gdyż zdaniem Jakimowskiego  „nie naśladuje ogólnie przyjętej brytyjskiej angielszczyzny z BBC, mówi piękną angielszczyzną z okolic Sheffield, ze specyficznym akcentem, który chętnie eksponuje”. Zarówno Hogg, jak i partnerująca mu Alexandra Maria Lara uznali swoje role za wyzwanie. Navas, pojechawszy wraz z ekipą filmową do Londynu, trenował  Hogga, który „chodził z zawiązanymi oczami po Londynie pod jego nadzorem”. Ponieważ część scen Hogg i Lara odgrywali z naprawdę niewidomym Melchiorem Derouetem (filmowym Serrano), musieli wypaść nie mniej wiarygodnie niż on. Jednakże zdaniem Jakimowskiego „wytrzymali tę próbę”.
Jako plener do Imagine Jakimowski wybrał Portugalię, którą znał przed napisaniem scenariusza. Na podstawie zdjęć satelitarnych Jakimowski dobrał konkretne obiekty, w których zamierzał kręcić zdjęcia do filmu. Zdjęcia plenerowe nakręcono pomiędzy 10 maja a 20 czerwca 2011 w Lizbonie, ponieważ właśnie tam Jakimowski odnalazł bar znajdujący się niedaleko portu. Był on umiejscowiony tak „niewiarygodnie dobrze, że pasuje nawet do bardzo specyficznych pomysłów w scenariuszu. I wtedy przypomnieliśmy sobie z żoną, że byliśmy dokładnie w tym miejscu kilkanaście lat wcześniej”. Film został przystosowany do dystrybucji w wersji z audiodeskrypcją, aby na seanse mogli przychodzić również widzowie niewidomi.
Imagine powstał w następujących wytwórniach: Zjednoczeniu Artystów i Rzemieślników, Filmes do Tejo II Multimédia, Canderblinks Film and Music Ltd oraz KMBO Production. Film dofinansowały Polski Instytut Sztuki Filmowej, Euroimages, Centre National du Cinéma et de L'image Animée (CNC) oraz MC/ICA. Łączny budżet Imagine wyniósł 7 215 000 złotych.

### Ścieżka dźwiękowa
Muzykę do Imagine skomponował Tomasz Gąssowski. Portal Stowarzyszenia Filmowców Polskich charakteryzował ścieżkę dźwiękową Gąssowskiego następująco:
Muzyka ta to mieszanka lekkich, charakterystycznych dla twórczości kompozytora  południowych tematów i przestrzennych, zmysłowych brzmień. Spośród wielu oryginalnych instrumentów użytych w nagraniu wyróżniają się unikalny, magiczny hang drum, nagrany specjalnie w Berlinie przez grającego na co dzień z zespołem Dead Can Dance wirtuoza tego instrumentu, perkusjonistę Davida Kuckhermanna, oraz śpiewna vioara – rumuński instrument smyczkowy, połączenie skrzypiec i trąbki, w którą ducha tchnął wybitny polski skrzypek jazzowy Adam Bałdych.

## Rozpowszechnianie
Światowa premiera Imagine odbyła się 10 września 2012 podczas 37. Międzynarodowego Festiwalu Filmowego w Toronto. W Polsce premiera kinowa miała miejsce 12 kwietnia 2013. 7 października tego samego roku Imagine trafił do dystrybucji na płytach DVD, w wersji obsługującej szczegółową audiodeskrypcję, która uwzględniała opis języka ciała, wyrazu twarzy, przebiegu akcji, scenerii, kostiumów. Ukazała się też wersja limitowana, która zawierała ścieżkę dźwiękową z muzyką autorstwa Tomasza Gąssowskiego.

## Odbiór

### Frekwencja kinowa
Po premierze w Polsce Imagine obejrzało w kinach ponad 115 tysięcy widzów, co umiejscawiało go na dalekim 20. miejscu w polskim box offisie za rok 2013.

### Recenzje krytyków w Polsce
Michał Kaczoń z pisma „Wprost” doceniał grę aktorską oraz ukazanie wzajemnych relacji między bohaterami w sposób, który „pozwala oglądającemu odczuć bliskość z postaciami”; doceniał również „ładne, pełne słońca zdjęcia Tomasza Gąssowskiego, które potrafią wyciągnąć na wierzch uroki otoczenia, w którym rozgrywa się historia”. Agnieszka Tambor w przychylnej recenzji Imagine pisała, iż reżyser zadbał o to, aby „odbiorca Imagine nie stał w pozycji uprzywilejowanej wobec bohaterów tej niezwykle ciepłej opowieści”. To widz musi rozstrzygnąć, czy Ian jest „uroczym hochsztaplerem czy człowiekiem, któremu udało się znaleźć sposób na swoją ułomność, a który przez kontrowersyjną postawę i niebezpieczne metody działania nigdy nie będzie miał okazji przekazać jej innym”. Małgorzata Kulisiewicz w recenzji dla portalu Film.org.pl chwaliła film za niezwykły sposób opowiadania: „Wyczulenie na szczegół, detal, skupienie uwagi kamery na drobiazgach w połączeniu z wyolbrzymieniem niektórych odgłosów pozwala naśladować odczuwanie świata przez osoby niewidome. Daje nam poczucie, że choć trochę możemy przebywać w ich świecie i wyzwala szczególną empatię”. Agnieszka Gałczyńska odczytywała Imagine jako komentarz do samej magii kina: „świat na ekranie, to przede wszystkim świat wyobraźni. To ona sprawia, że ten film możemy obejrzeć z zamkniętymi oczami…” Tomasz Przybyszewski na łamach portalu Niepełnosprawni.pl podkreślał uniwersalność Imagine: „pytanie, czy ważniejsza jest wolność, czy bezpieczeństwo oraz konstatacja, że z odwagą wiąże się ryzyko, odnoszą się do wielu sfer życia, nie tylko wychowywania osób niewidomych. To w końcu głównie film o uczuciach”. Recenzja w „Kurierze Porannym” kładła również nacisk na suspens filmu: „Sceny zwykłego przejścia przez ulicę, czy szczególnie nocnego spaceru po starym nabrzeżu portowym łapią za gardło lepiej niż wyważanie drzwi przez CBA w Układzie zamkniętym”.
Inną opinię o Imagine wyraził Jakub Demiańczuk z portalu Dziennik.pl, twierdząc, iż Jakimowski „nie pozwala bliżej poznać swoich bohaterów, uwierzyć w ich emocje, marzenia i pragnienia”, sam zaś film ocenił jako „olbrzymie rozczarowanie”. Podobnie sceptyczna była Joanna Ostrowska z portalu Interia.pl: „Do pewnego momentu na ekranie nie widać opisywanych przez bohaterów obrazów. Czar pryska, kiedy również ci widzący są w stanie ujrzeć, to co wcześniej wydawało się po prostu niemożliwe”. 

### Recenzje krytyków za granicą
Francuska dziennikarka Noémie Luciani w recenzji dla „Le Monde” pisała, iż w Imagine „bezpretensjonalne piękno obrazów łączy się z subtelnie dopracowanym dźwiękiem, którego sugestywna siła prowadzi nas przez historię jak nić Ariadny”. Barbara Schweizerhof w tekście dla niemieckiego „Die Welt” również pozytywnie przyjęła film Jakimowskiego, chwaląc reżysera za unikanie poczucia wyższości względem widza, a także za „pozbawioną kiczu” kreację Hogga. O wiele gorzej film odebrał Wally Hammond z magazynu „Time Out”, pisząc, iż „Film Jakimowskiego, z początku intrygujący, skrupulatnie udźwiękowiony, ładnie sfilmowany i nieco przerażający, staje się coraz bardziej mętny i frustrujący”. Boyd van Hoeij na łamach „Variety” chwalił dzieło Jakimowskiego za montaż, panoramiczny format zdjęć oraz energiczną ścieżkę dźwiękową, ale stwierdził zarazem, że „film ma zbyt mało dramaturgicznego rozmachu, by spodziewać się przyszłości poza festiwalami”.

## Nagrody
| Rok  | Festiwal                                                               | Nagroda                              | Odbiorca                       |
| ---- | ---------------------------------------------------------------------- | ------------------------------------ | ------------------------------ |
| 2012 | Warszawski Festiwal Filmowy                                            | Nagroda za najlepszą reżyserię       | Andrzej Jakimowski             |
| 2012 | Warszawski Festiwal Filmowy                                            | Nagroda Publiczności                 | Andrzej Jakimowski             |
| 2013 | Tarnowska Nagroda Filmowa                                              | Grand Prix                           | Andrzej Jakimowski             |
| 2013 | Lubuskie Lato Filmowe                                                  | Złote Grono                          | Andrzej Jakimowski             |
| 2013 | Festiwal Polskich Filmów Fabularnych                                   | Nagroda za dźwięk                    | Jacek Hamela Guillaume Le Braz |
| 2013 | Festiwal Filmów Polskich w Los Angeles                                 | Hollywood Eagle Award                | Andrzej Jakimowski             |
| 2013 | Festiwal Filmu Polskiego w Ameryce                                     | Nagroda Specjalna Jury               | Andrzej Jakimowski             |
| 2014 | Nagroda Koła Piśmiennictwa Filmowego Stowarzyszenia Filmowców Polskich | Złota Taśma za najlepszy film polski | Andrzej Jakimowski             |
| 2014 | Polska Nagroda Filmowa                                                 | Orzeł za najlepszy dźwięk            | Jacek Hamela Guillaume Le Braz |
| 2014 | MocArt RMF Classic                                                     | Muzyka filmowa roku                  | Tomasz Gąssowski               |
| 2014 | Festiwal Filmowy im. Krzysztofa Komedy w Ostrowie Wielkopolskim        | Wyróżnienie Specjalne                | Andrzej Jakimowski             |
| 2014 | Festiwal Filmów Frapujących                                            | Frapa Specjalna                      | Andrzej Jakimowski             |